# Kópháza
Kópháza (in croato: Koljnof, in tedesco: Kohlbenhof) è un comune di 1 926 abitanti situato nella contea di Győr-Moson-Sopron, nell'Ungheria nordoccidentale.